# Sinfonia n.º 5 (Bruckner)

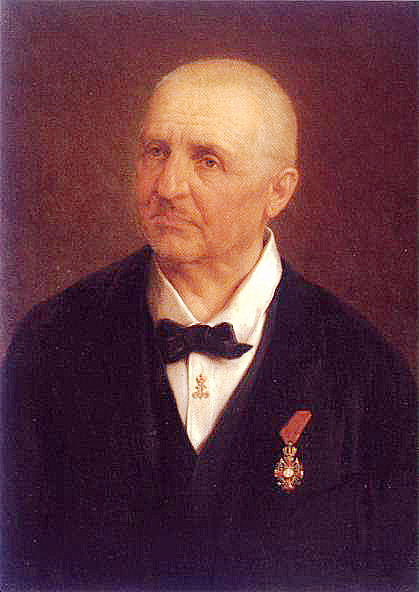
Retrato do compositor Anton Bruckner

A Sinfonia n.º 5 em si bemol maior é uma sinfonia de Anton Bruckner, que iniciou a composição em fevereiro de 1875, numa época de grandes dificuldades pessoais e econômicas.
Por causa disso, não causa admiração que esta sua obra inicie com um adagio, tempo sempre reflexivo e melancólico, presença constante na obra do músico. É a única sinfonia de Bruckner onde a lenta introdução influenciará, tanto tonal quanto tematicamente, em toda esta obra. A singulariedade do primeiro movimento, um complexo arranjo de temas    e formas, com grandes espaços preenchidos separados por espaços abertos, tal qual uma "catedral sonora", nas palavras do músico Halbreich. A constante mudança do tema, os constantes contrastes entre fortíssimos e pianíssimos, trazendo inovação à estrutura sinfônica, culminando com os belíssimos ostinati da coda. A aparência simples do adagio, só o é a primeira vista, pois possui como de costume nos adágios de Bruckner, uma bela riqueza composicional, começando de um início austero , evoluindo melodicamente através do desdobramento de modulações e mutações harmônicas, começando por um sentimento trágico que transforma-se em esperança. O scherzo que compõe o terceiro movimento demonstra toda a genialidade composicional de Bruckner, que partindo de um simples ländler, transforma-se em um dos maiores compostos pelo músico, cheio de crescendos seguidos de ríspidas paradas, uma grande demonstração da arte de conjugar extremos. O gigantesco quarto e último movimento, utilizando-se da forma sonata acrescida de uma dupla fuga onde aparecem os temas anteriores da sinfonia, transmutados em formas estranhas e imaginativas , sendo executados em uma gigantesca peça polifônica. A coda, com seus contrapontos e harmonias, utiliza-se enormemente da polifonia orquestral, que conduzirá à um dos maiores climax da música sinfônica.